# Yuanling (Han)

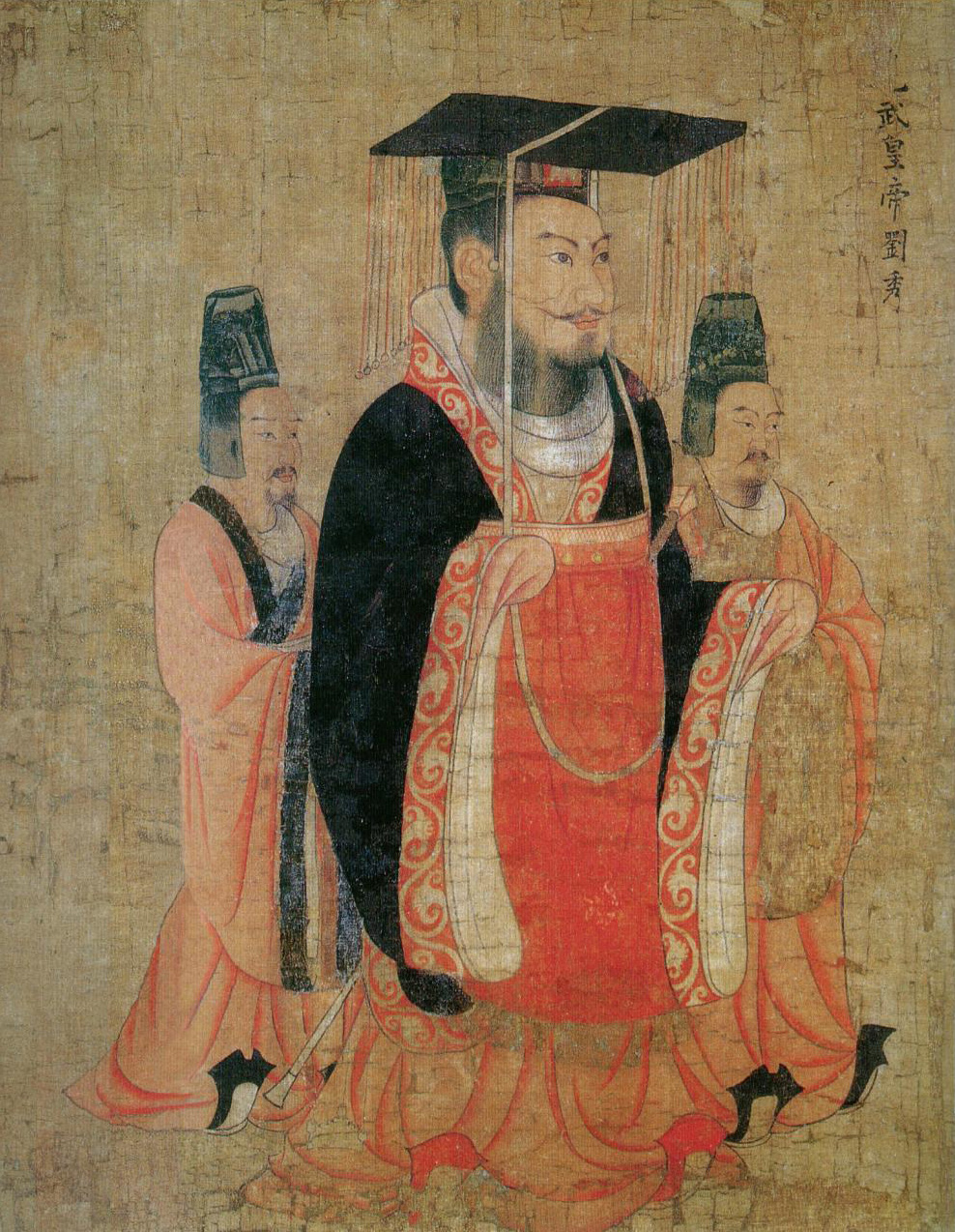
Kejsare Guangwudi som är begravd i Yuanling.

Yuanling ((汉原陵; 漢原陵; Hàn Yuánlíng)) är ett gravkomplex för kejsar Guangwu beläget utanför Luoyang i Kina.
Liu Xiu, tog makten 25 e.Kr. efter upproren som avslutade Wang Mangs interregnum och tillträdde som kejsar Guangwu. Kejsar Guangwu grundade Östra Handynastin och regerade fram till han avled i sjukdom 57 e.Kr. då han begravdes i Yuanling utanför dynastins nya huvudstad vid dagens Luoyang. Kejsar Guangwu fick den postuma titeln Shizu. Även kejsar Guangwus kejsarinna Yin Lihua är gravsatt i Yuanling.
Yuanling är placerad vid Gula flodens södra kust i norr om Mangberget (邙山) 20 kilometer nordväst om Luoyang i Henanprovinsen, i Mengjin härad, Baihe socken (白合乡) i byn Tiexie (铁谢村).

## Utförande
Yuanling är uppbyggd av tre delar: En processionsväg  med gravgård och minnestempel. Kejsar Guangwu praktiserade sparsamhet i sitt ledarskap och därför är Yuanling ett betydligt mindre gravkomplex än Västra Handynastins kejsargravar.
Framför graven finns en bred processionsväg som kantas av på båda sidor av ett flertal stele och stenskulpturer. Den kvadratiska gravgården är omsluten av en mur av packad jord, och var och en av de fyra sidorna har en port. I gravgården finns gravhögen som är 20 meter hög, med en omkrets på 150 meter. Gravhögen är täckt av tallar och cypresser. Framför gravhögen står ett stort stenmonument som restes 1786 av kejsar Qianlong. På monumentet står det "Mausoleet för den återupplivande kejsaren från den östra Han-dynastin: kejsar Shizu, Guangwu".
Minnestempelet är placerat väster om gravgården. Fasaden på Minnestempelet är klädd med flera olike stele som beskriver kejsarens historia och framsteg. Framför palatset huvdhall står 28 namngivna cypressträd som symboliserar de 28 generaler som hjälpte kejsar Guangwu att återetablera Handynastin.
Den historiska krönikan Diwang shiji beskriver Yuanling: "Guangwu blev begraven söder om Pingting med utsikt över Pingyin. Graven var 320 steg bred och sex zhang hög, 15 li från Luoyang".
Placerade söder om Yuanling finns även de kejserliga gravkomplexen Gongling, Xianling, Huailing och Wenling för några av kejsar Guangwudis ättlingar.